# Muchachos impacientes
Muchachos impacientes es una película coproducción de Argentina y México, en blanco y negro  dirigida por Julio Saraceni según el guion de Alfredo Ruanova que se estrenó el 28 de julio de 1966 y que tuvo como protagonistas a Simonette, Estela Molly y Raúl Lavié.

## Sinopsis
Varios cantantes rivales se unen en un espectáculo benéfico.

## Reparto
- Simonette	 ...	Susy Monet
- Ringo Bonavena	 ...	Él mismo
- Antonio Carrizo
- Emily Cranz	 ...	Kitty Johnson
- Raúl Lavié	 ...	Polo Márquez
- Estela Molly ...	Marta
- Claudia Mores	 ...	Clyde
- Marco Antonio Muñiz	 ...	Marcos Méndez
- Juan Ramón ...	Néstor Duval
- Vicente Rubino
- Tincho Zabala
- Chucho Salinas
- Lidia Díaz
- Mario Savino
- Rafael Diserio

## Comentarios
El Heraldo del Cinematografista dijo de la película:

«Su clientela: las familias que admiran a sus intérpretes en programas televisivos, no obstante faltarle a esta comedia color.»

La Prensa escribió:

«La película no tiene sorpresas y nadie las espera, se trata de un desfile de estrellas y astros de la canción argentina y mexicana, hilvanada con un argumento sin mayor importancia  ».